# Лощинівка
Лощи́нівка — село Саф'янівської сільської громади в Ізмаїльському районі Одеської області України. Населення — 1350 осіб.

## Історія
З 1821 до 1945 років село мало назву Кайраклія (рум. Cairaclia). Від 1855 по 1879 рр. і з 1918 по 1940 рр. село перебувало в складі Румунії.
З 1870 року громада селища мала власну печатку з гербом — зображенням корови.
14 листопада 1945 року Указом Президії ВР УРСР «Про збереження історичних найменувань та уточнення і впорядкування існуючих назв сільрад і населених пунктів Ізмаїльської області»: населені пункти Кайраклійської сільради — село Кайраклія іменувати село Лощинівка, село Нова Кайраклія іменувати село Нова Лощинівка і Кайраклійську сільраду — Лощинівська.
У серпні 2014 року в рамках політики декомунізації в Україні, у селі повалено пам'ятник Леніну.[джерело?]
27 серпня 2016 року в селі відбулися масові заворушення через зґвалтування і вбивство дівчинки 2007 року народження 20-річним парубком ромської національності, який пізніше був затриманий. Місцеві мешканці громили будинки ромів, один дім спалили. Циганам вдалося завчасно покинути село, тому вони не постраждали. На охорону громадського порядку до села прибули співробітники Головного управління Національної поліції в Одеській області. Наступного дня на народному віче мешканці села зажадали виселення з Лощинівки всіх ромів. Ця вимога була підтримана керівництвом Ізмаїльської районної державної адміністрації. З особами ромської національності, що мешкали в селі була досягнута домовленість — їм гарантували можливість мирно забрати свої речі і виїхати з Лощинівки. Представник уповноваженого Верховної Ради з прав людини з питань дотримання прав дитини, недискримінації та гендерної рівності Оксана Філіпішина засудила дії місцевої влади. У селі мешкало близько 50 ромів.
12 червня 2020 року, відповідно до Розпорядження Кабінету Міністрів України від № 724-р «Про визначення адміністративних центрів та затвердження територій територіальних громад Одеської області», увійшло до складу Саф'янівської сільської територіальної громади.
19 липня 2020 року, в результаті адміністративно-територіальної реформи і ліквідації Ізмаїльського (1940  – 2020) району, село увійшло до складу новоутвореного Ізмаїльського району.
1 березня 2022 року російські окупанти здійснили ракетний удар по військовій частині (РЛС) у селі Лощинівка

## Економіка
В селі знаходиться виноробня «VINARIA».

## Населення
Згідно з переписом 1989 року населення села становило 1355 осіб, з яких 654 чоловіки та 701 жінка.
За переписом населення 2001 року в селі мешкали 1344 особи.

### Мова
Розподіл населення за рідною мовою за даними перепису 2001 року:
| Мова       | Відсоток |
| ---------- | -------- |
| болгарська | 61,56 %  |
| російська  | 26,96 %  |
| українська | 6 %      |
| молдовська | 3,26 %   |
| циганська  | 0,52 %   |
| гагаузька  | 0,37 %   |
| білоруська | 0,07 %   |

## Цікаві факти
В селі виготовляють полинове вино (пелин). Свіже вино має яскраво виражений аромат степових трав та характерну гіркуватість полину. У вино, виготовлене традиційним способом, занурюють домотканий лляний мішечок з висушеними гілочками полину на декілька годин. Місцеві мешканці знають, що полин це одна з найгіркіших рослин, тому багато разів контролюють ступінь гіркоти напою.

## Відомі особистості
В поселенні народилась:
- Райна Манджукова (* 1970) — українська журналістка.